# ʿAbbās al-ʿAqqād

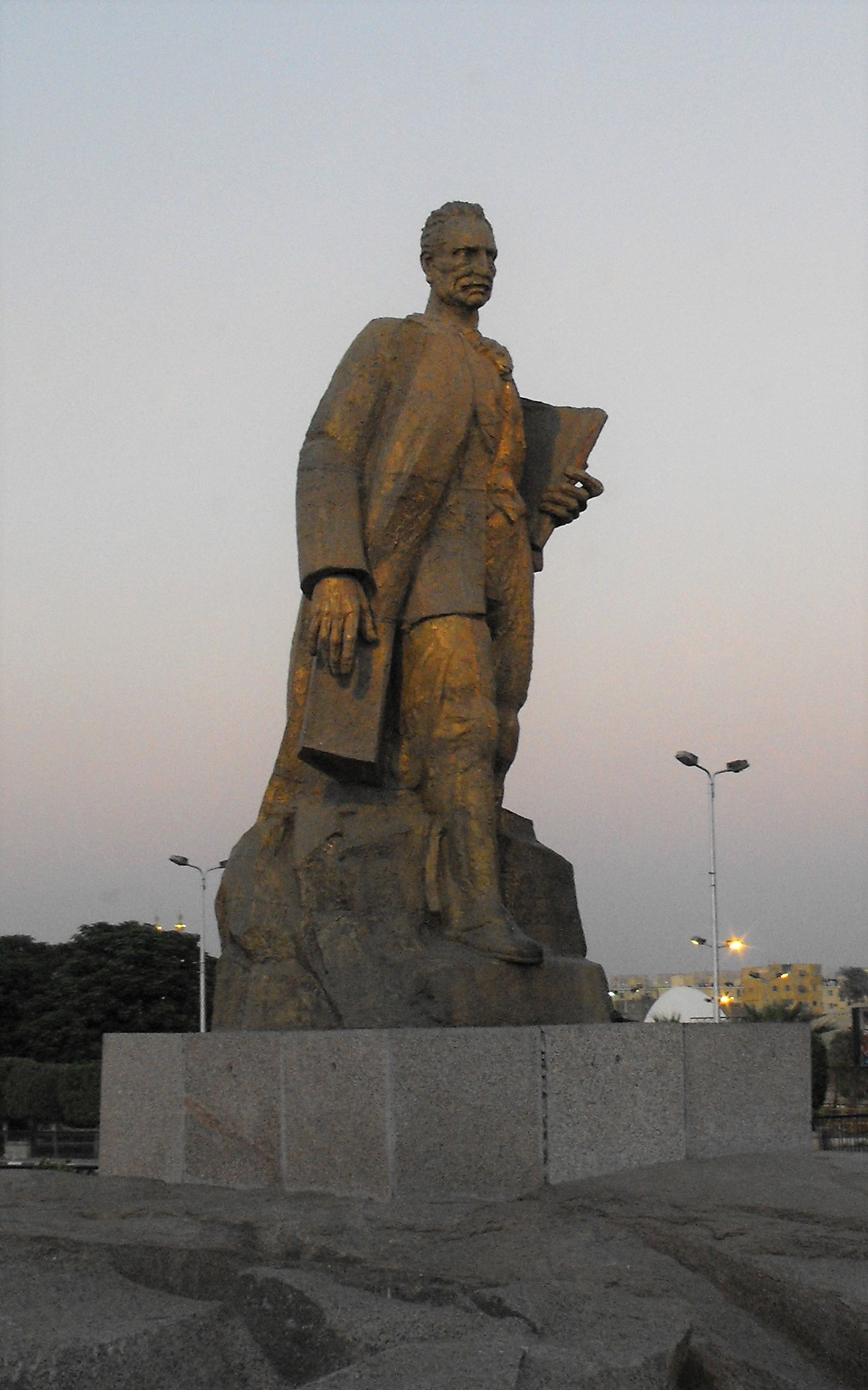
ʿAbbās-al-ʿAqqād-Statue in Assuan

ʿAbbās Mahmūd al-ʿAqqād (arabisch عباس محمود العقاد ʿAbbās Maḥmūd al-ʿAqqād; * 28. Juni 1889 in Assuan; † 12. März 1964 in Kairo) war ein weitgehend autodidaktischer ägyptischer Schriftsteller, Historiker, Dichter, Philosoph und Journalist.

## Leben
ʿAbbās Mahmūd al-ʿAqqād wurde 1889 in Assuan in Oberägypten als Sohn eines Archivars geboren. Im Alter von sechs Jahren besuchte er eine islamische Vorschule, wo ihm Koran und Arabisch gelehrt wurde, und anschließend ab 1899 eine Grundschule. Auf Grund der schlechten wirtschaftlichen Situation seiner Familie oder auch anderer Faktoren beendete er bereits nach vier Jahren seine Schulbildung. Während seiner frühen Jugend arbeitete er in einer Seidenfabrik, allerdings war er vom Lesen und dem damit verbundenen Erwerb von Erkenntnissen in verschiedenen Bereichen besessen. Später arbeitete er als Angestellter in Quena in Oberägypten sowie in anderen Berufen. Als Folge seiner großen Intelligenz und seines sich angeeigneten Wissens begann er für Zeitungen zu schreiben. Seine ersten professionellen Arbeiten leistete er Berichten zufolge als Journalist. Im Jahr 1907 war er Redakteur bei der Zeitung al-Dustur (Die Verfassung) und al-Bayan (Die Klärung). Er schrieb 1912 auch Essays für die Zeitschrift Oukaz. Al-ʿAqqād eignete sich das Schreiben weitestgehend autodidaktisch an.
Eines der frühesten Themen seiner schriftlichen Arbeiten war die Freiheit des Denkens und des Ausdrucks, die unter ständiger Bedrohung durch politische und religiöse Kräfte Anfang des zwanzigsten Jahrhunderts in Ägypten unterdrückt wurde. Im Jahre 1915 veröffentlichte er seine ersten Dīwāne unter dem Titel Bits and Pieces und Shazarat und im darauf folgenden Jahr Yaqazat al-Sabah („Am Morgen des Erwachens“), einen politischen Kommentar in poetischer Form und eine Verbindung der Lebenden, die das Problem von Gut gegen Böse beschreibt. In den 1920er Jahren schrieb er ein Buch mit dem Titel „Eine tägliche Zusammenfassung“, welches einen autobiografischen Bericht über seine Erlebnisse zum Inhalt hatte. Später schrieb er mehr als 100 Bücher über Philosophie, Religion und Dichtkunst. Er gründete zusammen mit Ibrahim al-Mazny und Abdel Rahman Schokry eine Dichterschule, die er al-Diwan nannte.
1964 starb al-ʿAqqād in Kairo, sein Leichnam wurde in seine Geburtsstadt Assuan überführt und dort beigesetzt. In Kairo wurde eine Straße nach ihm benannt.

## Werk
- al-Abkariat
- Allah
- Sarah (gewidmet einer Romanze mit einer christlichen Libanesin)
- Das Genie von Mohammad
- Das Genie von Jesus
- Das Genie der Gerechten
- Das Genie von Omar
- Das Genie von Othman
- Das Genie von Al-Emam Aly
- Das Genie von Khaled
- Die Wahrheiten des Islam und die Falschheit seiner Konkurrenten
- Denken ist eine islamische Pflicht
- Islam im zwanzigsten Jahrhundert
- Das Opium der Völker
- Die Anfänge der mohammedanischen Mission
- Nein für den Kommunismus und Kolonialismus
- Zionismus und die Frage von Palästina
- Hitler fī al-mīzān (Hitler unter der Lupe/„auf der Waage“), al-Maktaba al-ʿAṣrīya 1940.
- al-Dīmuqrāṭīyah fī al-islām, Dār al-maʿārif 1979.
  - Demokratie & Islam – Eine Frage der Vereinbarkeit, dt. Übers. im Verlag Deutsch-arabische Studien, Wiesloch 2017.